# 14 Irene
Irene (dal greco Eἰρήνη, Eiréne, catalogato secondo la designazione asteroidale come 14 Irene) è un grande asteroide della fascia principale. Ha una composizione prevalentemente rocciosa con nichel e ferro allo stato metallico.
Irene fu scoperto il 19 maggio 1851 da John Russell Hind grazie al telescopio da 7 pollici dell'osservatorio privato di George Bishop (di cui era direttore) al Regents Park di Londra, Regno Unito. L'asteroide fu scoperto indipendentemente quattro giorni dopo da Annibale de Gasparis, dall'osservatorio di Capodimonte a Napoli. Fu battezzato così in onore di Eirene, la personificazione della pace nella mitologia greca, una delle Ore, figlia di Zeus e di Temi, su suggerimento di Sir John Herschel. Hind in una lettera al London Times nel maggio del 1951 scrisse:
La Grande Esposizione delle Opere dell'Industria di tutte le Nazioni al Crystal Palace di Hyde Park, Londra, durò dal 1º maggio al 18 ottobre 1851.
La curva di luce praticamente piatta dell'asteroide indica un oggetto sferico. Tra il 1958 e il 1998, sono state osservate tre occultazioni stellari di Irene.